# Stade Raphaëlois
L'Stade Raphaëlois fou un club de futbol francès de la ciutat de Sant Rafèu.

## Història
El club va ser fundat el 1905 i desaparegut el 2009. Fou campió de l'USFSA de la Côte d'Azur el 1908. Fins a la Primera Guerra Mundial guanyà tots els campionats de la Côte d'Azur excepte el de 1910, guanyat per AS Cannes. A més guanyà el títol nacional el 1912. L'any 2009 es fusionà amb l'Étoile Sportive Fréjusienne, esdevenint Étoile Football Club Fréjus Saint-Raphaël.

## Palmarès
- Lliga francesa de futbol: 
  - 1912
- DH Méditerranée: 
  - 1980
- Côte d'Azur USFSA: 
  - 1908, 1909, 1911, 1912, 1913, 1914